# The Permanent Cure
The Permanent Cure ist eine 1975 gegründete deutsch-irische Musikgruppe. Bekannt ist sie vor allem für ihre handgemachte irische und nordamerikanische Musik. Das Quartett spielt hauptsächlich Traditionals aus Irland, Schottland und Nordamerika, hat aber auch einige eigenen Stücke im Repertoire. 

## Bandgeschichte
George Kaye, Dermot O’Connor, Leo Gillespie und Pat Gibbs gründeten 1975 in Irland die Band Dr. Kayes Permanent Cure. In der Dubliner Folkszene wurde sie schnell bekannt und trat sowohl in großen Konzerthäusern als auch in Stadien und irischen TV-Shows auf. Seit 1993 spielt die Band in verschiedenen Besetzungen in Deutschland. Unter anderem spielte The Permanent Cure mit den Dubliners und diversen anderen Folkbands bei Guinness-Konzerten, Stadtfesten und Folkfestivals.
The Permanent Cure trat mehr als 900 Mal in Deutschland und Europa auf (Stand Januar 2010). Die Musik enthält neben der Folkmusik auch Stilelemente der Musikrichtungen Bluegrass, Country, Tex-Mex, Cajun und Weltmusik.
Mehrfach trat The Permanent Cure als Vorgruppe oder gleichberechtigter Partner bei Konzerten von Künstlern wie The Dubliners, Five Alive O und Noel McLoughlin auf. Die Band hatte Fernseh- und Radioauftritte, z. B. in der Late Late Show von Gay Byrne und der Sonny Knowles Show auf RTÉ.
The Permanent Cure sieht ihre Stilrichtung als Bindeglied zwischen klassischem Irish Folk und Rootsmusik.
Im Jahr 2008 konnte die Band erstmals für die Festspiele Balver Höhle engagiert werden. Seit März 2009 ist Lars Möller der neue Mandolinenspieler der Band.

## Auszeichnungen
Im Dezember 2008 gewann die Band mit dem Lied How the Years Have Flown den 1. Platz des Folkmagazins Celtic Rock und belegte gleichzeitig den 3. Platz bei der Wahl der „Band des Jahres 2008“.

## Diskografie
- 1975: The Permanent Cure … Works! (Chrysalis Records)
- 1993: Country Archives (SWOM Records, Braunschweig)
- 1993: Bottled (SWOM Records). DNB 355529335
- 1995: Live (SWOM Records)
- 1997: Four to the Bar (Media Casset, Nümbrecht)